# Bedano

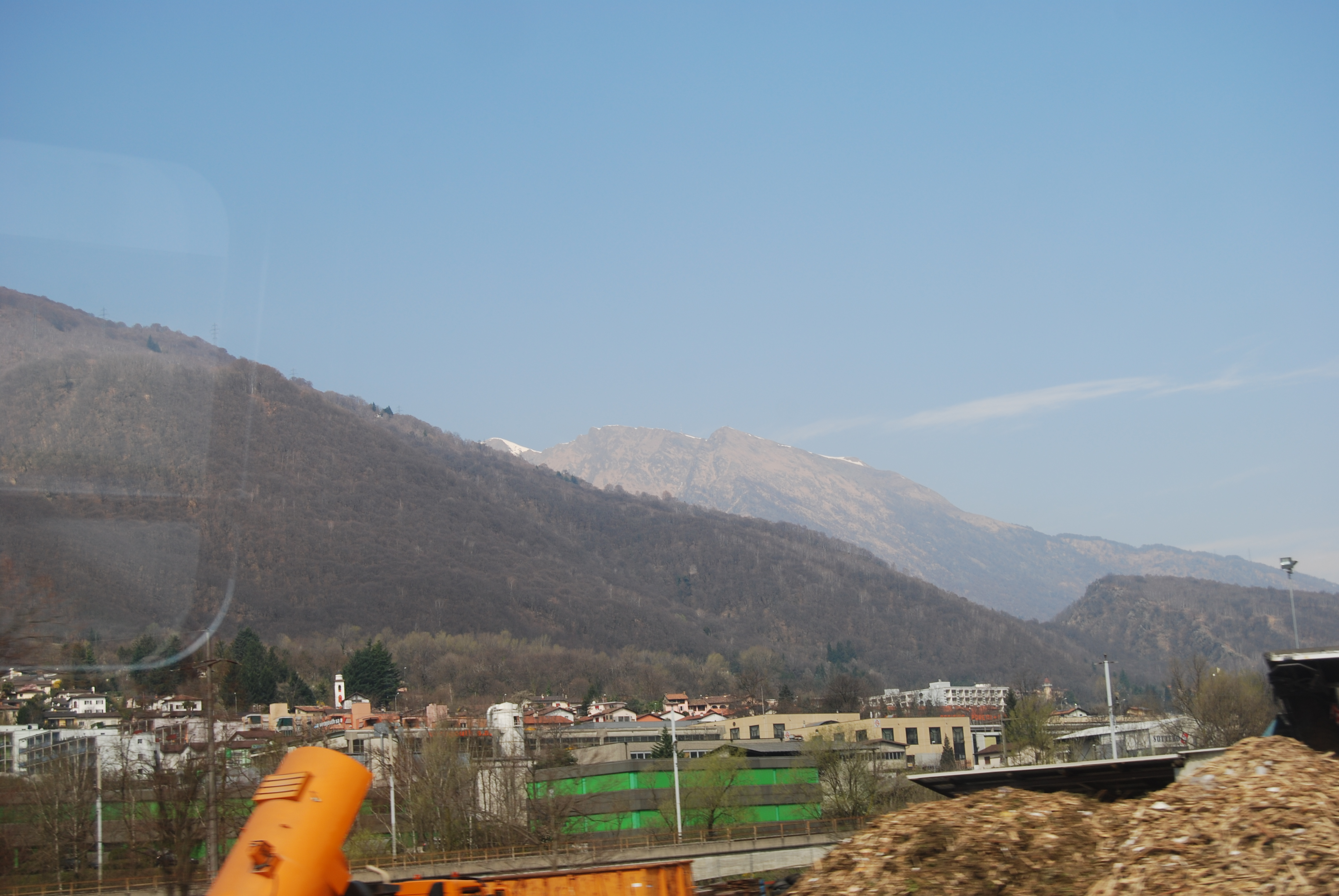
Bedano mit Monte Tamaro im Hintergrund

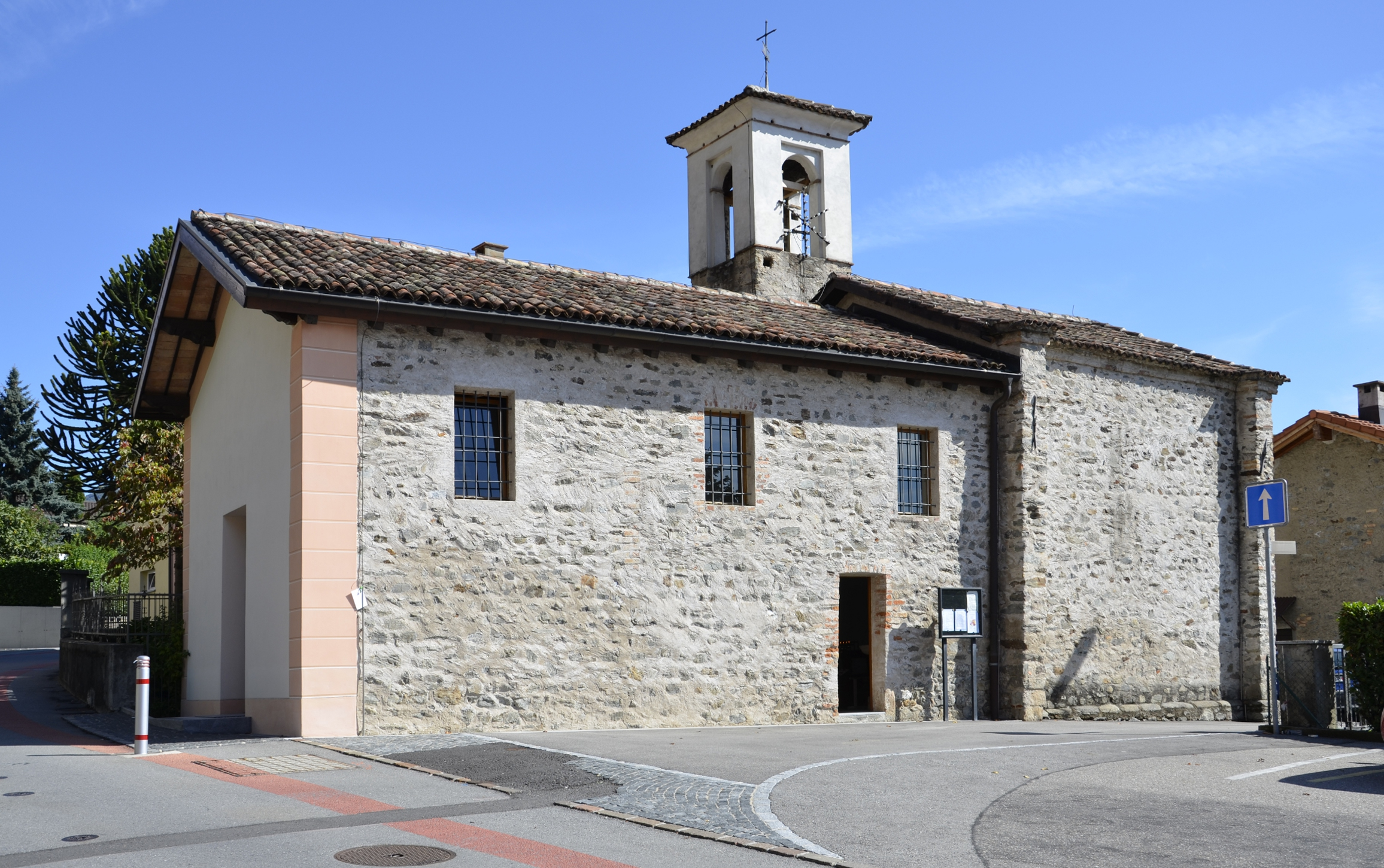
Oratorium Santa Maria

Bedano ist eine politische Gemeinde im Kreis Taverne im Bezirk Lugano des Kantons Tessin in der Schweiz.

## Geographie
Das Dorf liegt auf 390 m ü. M. am rechten Ufer des Vedeggio. Nachbargemeinden sind im Norden Torricella-Taverne, im Osten Lamone, im Süden Gravesano und im Westen Alto Malcantone.

## Geschichte
Das Dorf wird 793 zum ersten Mal erwähnt. Das Sankt Ambrosiusspital von Mailand übte dort die Gerichtsbarkeit aus; dieses Recht wurde ihm 1187 von Papst Gregor VIII. bestätigt. Der Bischof von Como besass das Recht auf den Zehnten.
Jede einheimische Familie ist Teil des so genannten Patriziato. Dieses ist für den Unterhalt des Eigentums innerhalb der Gemeindegrenzen verantwortlich, und Bedano bildet nach wie vor eine eigenständige Bürgergemeinde.

## Bevölkerungsentwicklung
Einwohnerzahlen: Volkszählungsdaten

## Sehenswürdigkeiten
- Das Oratorium Santa Maria wurde zwischen 1365 und 1367 von Antonio Rusca erbaut[10]
- Das Oratorium San Rocco wurde gegen 1524 erbaut[10]
- Zwischen Bedano und Torricella stehen in der Valletta die Ruinen eines kleinen Schlosses, Casletto genannt. Der Bau gehörte zum Verteidigungssystem des Vedeggiotals und wurde wahrscheinlich 1418 im Auftrag des Grafen Giacomo Rusca erstellt[10][11]

## Sport
- Der Fussballclub F.C. Bedano von 1963 fusionierte 1999 mit dem Football Club Gravesano zum F.C. Gravesano-Bedano
- Im Dragon’s Club können östliche Kampfsportarten ausgeübt werden[12]

## Wirtschaft
- Das Textilunternehmen Sawaco AG produziert Kleidung aus ökologischen Materialien[13]

## Bilder

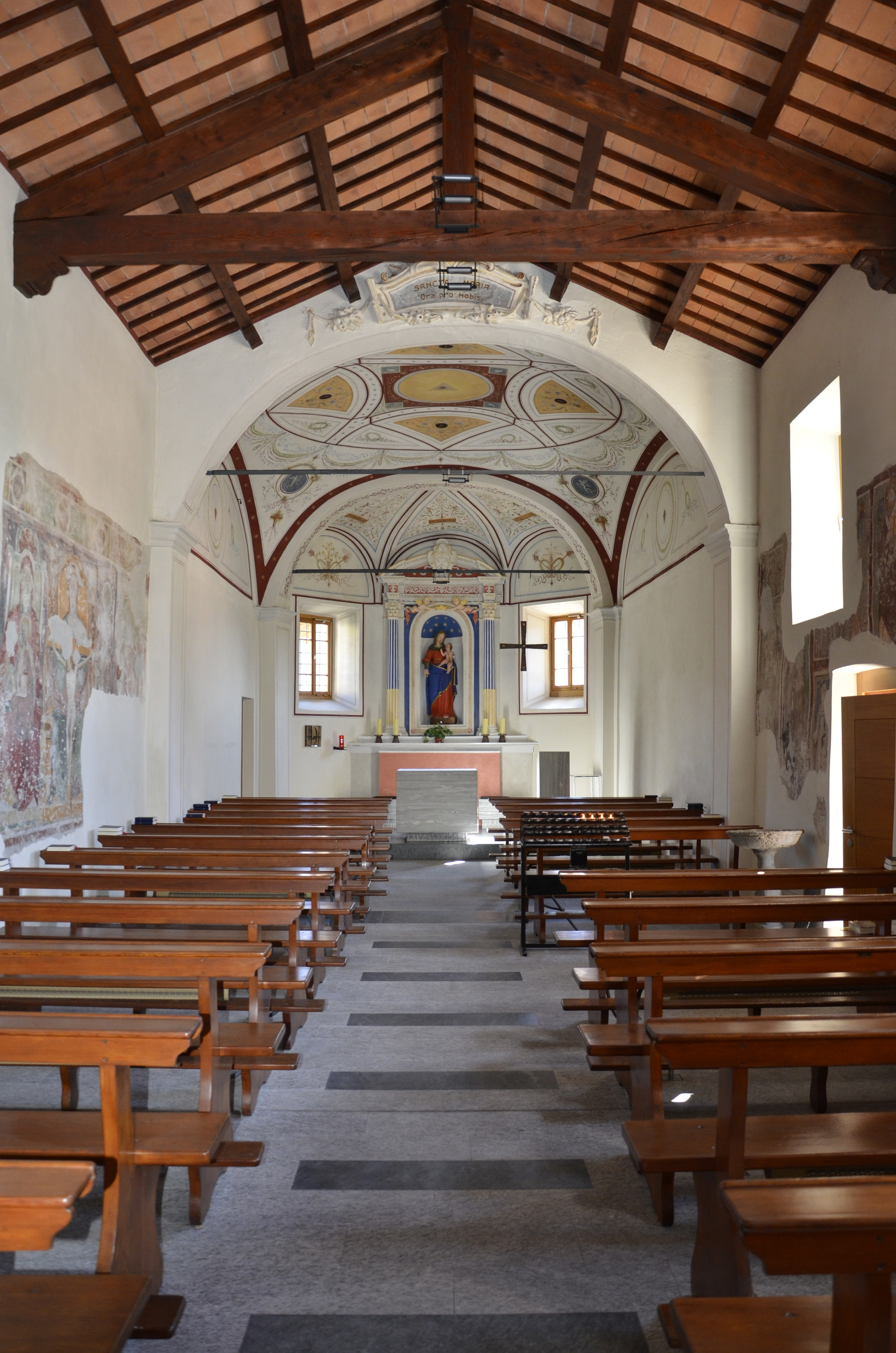
Oratorium Santa Maria, Innenansicht
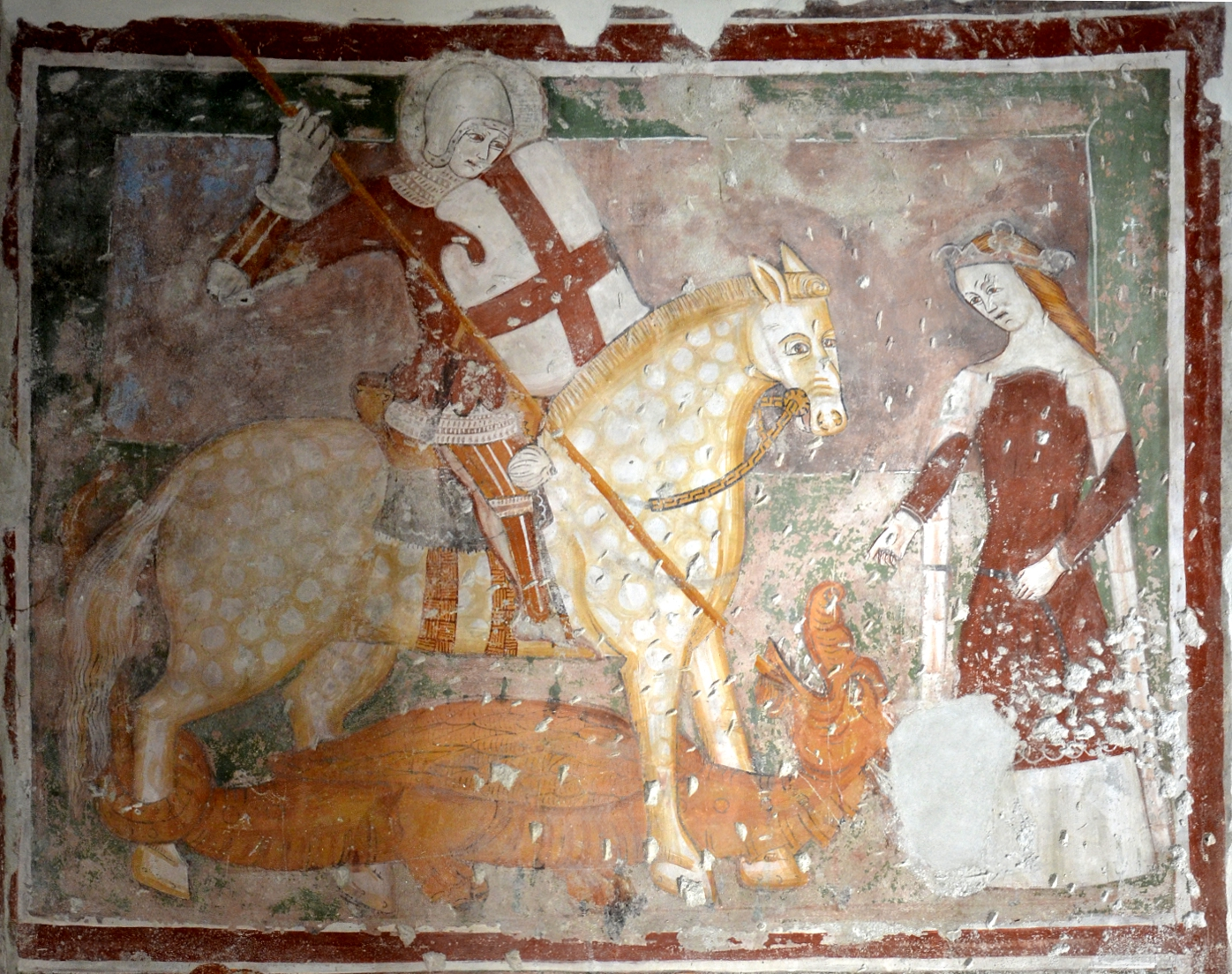
Fresko, der heilige Georg tötet den Drachen
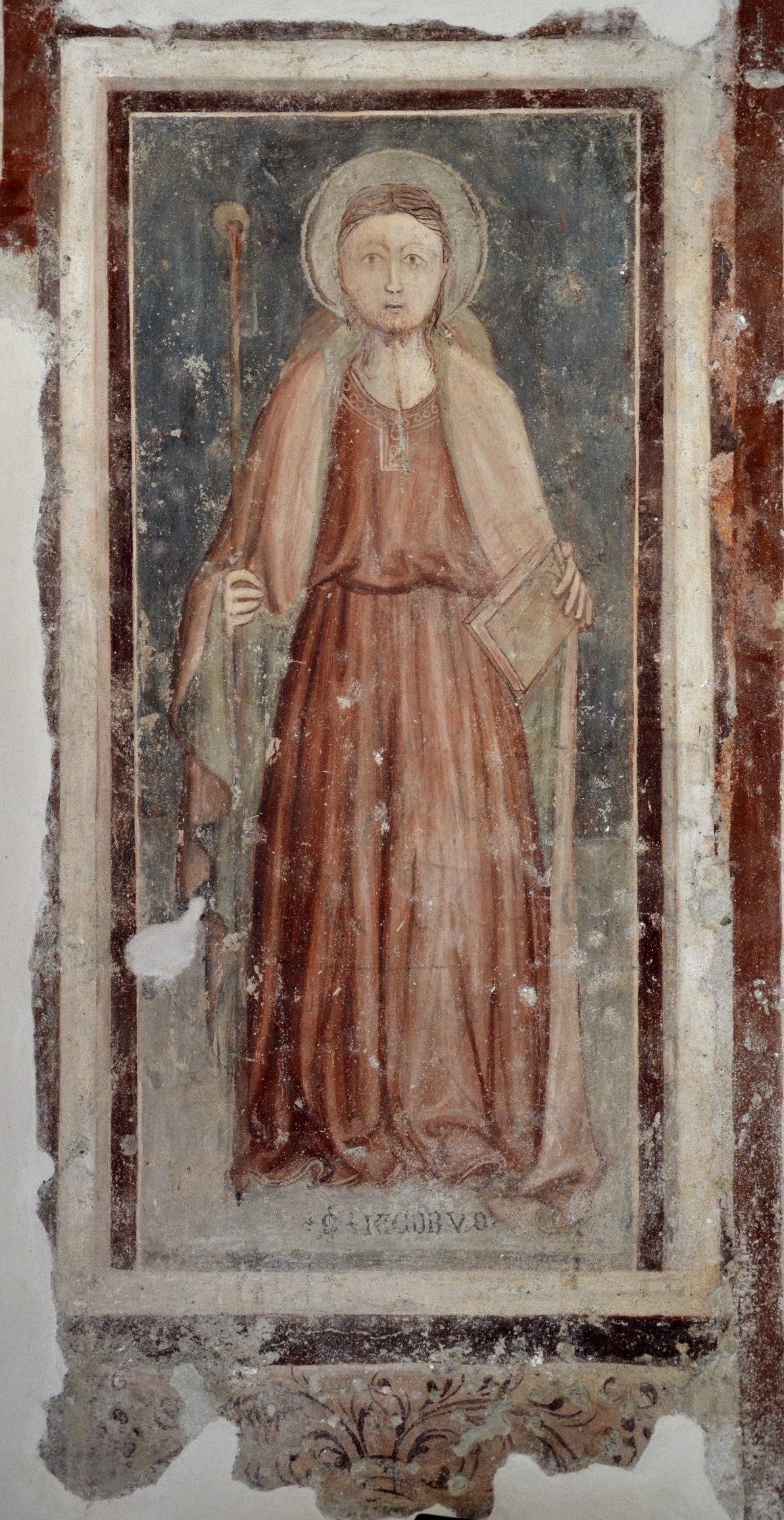
Fresko mit Sankt Jacobus
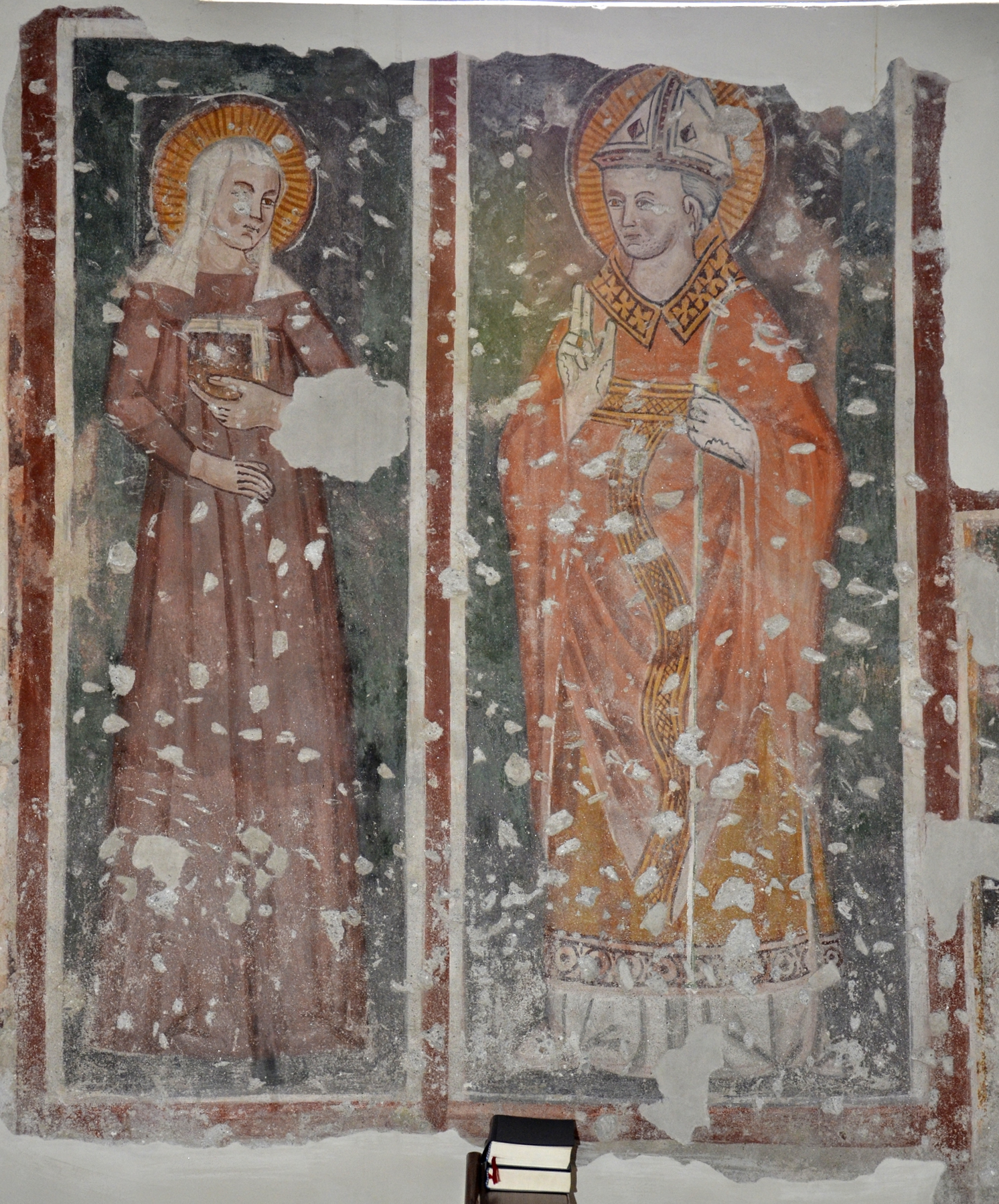
Fresko mit Heiliger Lucia und Sankt Ambrogio
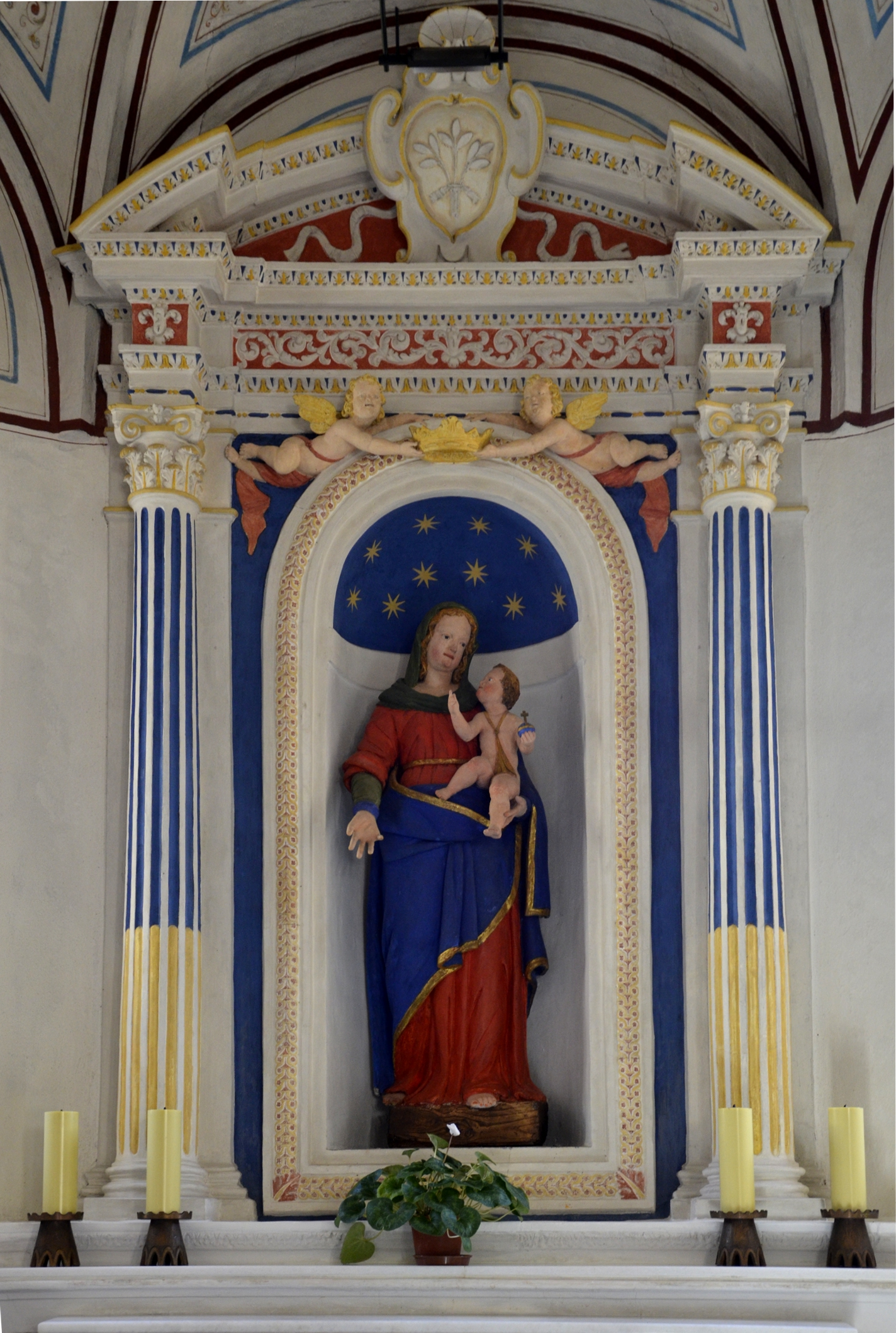
Statue der Madonna mit Kind